# Vogelkersstippelmot
De vogelkersstippelmot (Yponomeuta evonymella) is een vlinder uit de familie van de stippelmotten (Yponomeutidae). De spanwijdte van de vlinder bedraagt tussen de 16 en 25 millimeter. De vliegtijd is van juli tot en met augustus. De vlinder komt algemeen voor in heel Europa en het noordelijke en oostelijke deel van Azië.

## Waardplanten
De waardplant van deze vlinder is de gewone vogelkers, waarop de rupsen een uitgebreid nest van spinsel maken. De rupsen kunnen zich ook goed ontwikkelen op Amerikaanse vogelkers. Hoewel er waarnemingen zijn van eitjes die zijn afgezet op deze boom, is ontwikkeling van de rupsen in het veld weinig succesvol. Waarschijnlijk heeft dit te maken met het later uitkomen van de blaadjes van de Amerikaanse vogelkers.

## Determinatie
Er is een groot aantal stippelmotten die er sterk op lijken zoals de appelstippelmot (Yponomeuta malinellus), de hemelsleutelstippelmot (Yponomeuta sedella), de kardinaalsmutsstippelmot (Yponomeuta cagnagella), de meidoornstippelmot (Yponomeuta padella) en de wilgenstippelmot (Yponomeuta rorrella) maar zoals de namen al
suggereren hebben de rupsen van deze motten een andere waardplant.  

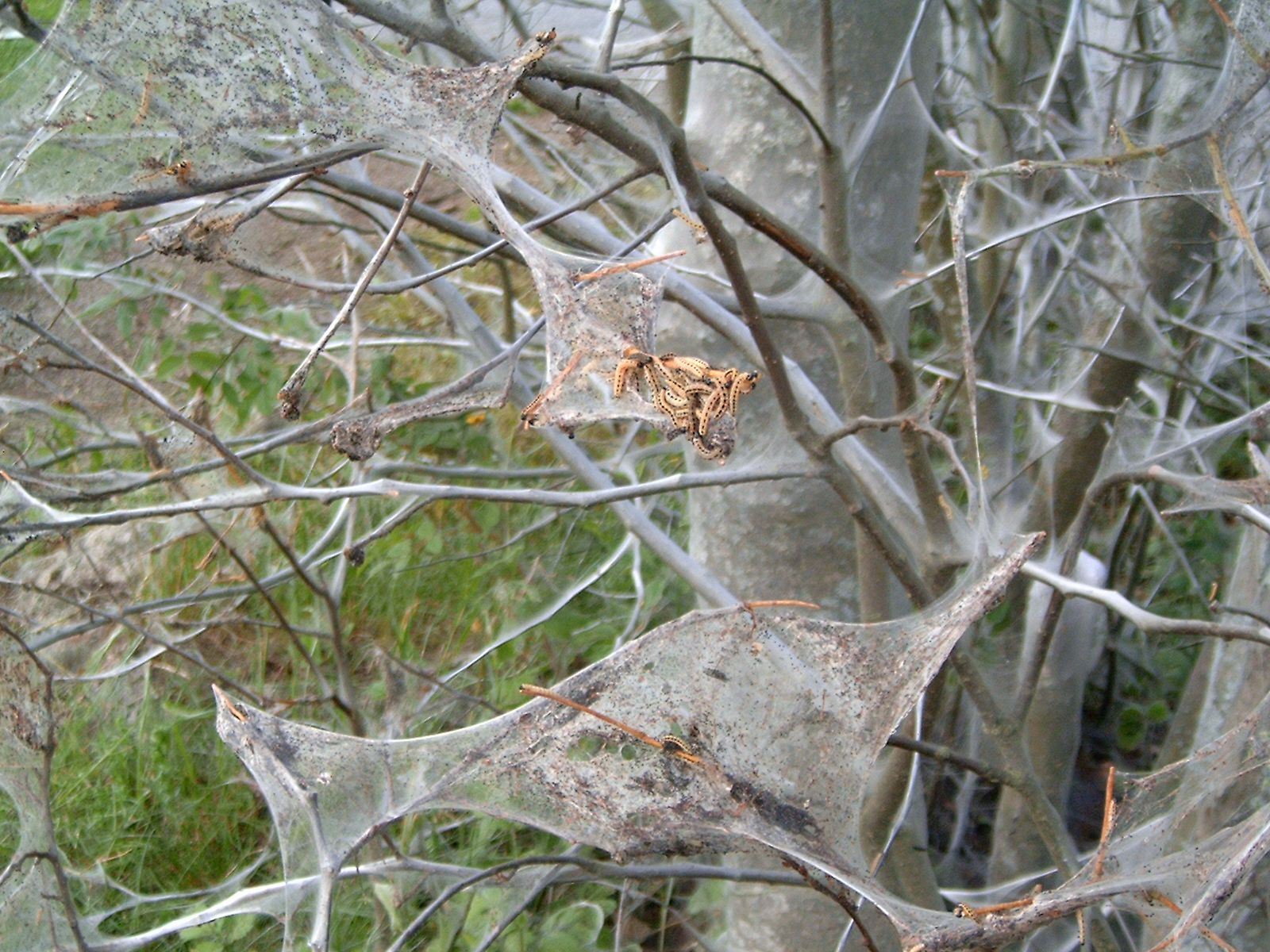
Vraatbeeld van de rupsen